# Guaraná Pureza
Pureza é uma marca de refrigerante fabricada pela Bebidas Leonardo Sell e distribuída no estado de Santa Catarina, no Brasil, onde é bastante popular.
O principal refrigerante da marca, o Guaraná Pureza, foi criado no início do século XX por Alfredo Roberto Sell na cidade de Rancho Queimado, usando matéria-prima utilizada de uma cerveja fabricada por ele na época. Algumas décadas mais tarde, o guaraná e outros sabores de refrigerante se tornam o principal produto da cervejaria da família Sell, que deixou de fabricar cervejas. A fábrica permanece em Rancho Queimado até hoje, e 90% da produção são os refrigerantes Pureza.
Recentemente, a marca Pureza também passou a envasar água mineral, criou uma linha de cervejas e investiu em novos formatos, como a lata, e na expansão no estado de Santa Catarina. O rótulo permanece com a mesma logo desde a fundação.

## História

### Fundação
A Cervejaria Alfredo Sell foi fundada em 1905 em Rancho Queimado - a época, um distrito de São José - na Grande Florianópolis. O fundador, Alfredo Roberto Sell, um descendente de alemães, instalou a cervejaria em um galpão às margens do Rio Capivaras que funcionava junto a praça do atual centro do município de Rancho Queimado. Três anos mais tarde, a fábrica - a primeira indústria da região - se muda para seu local atual, na Vila Baixa, a cerca de um quilômetro do local anterior e é renomeada Cervejaria Rio Branco. A mudança aconteceu por questões logísticas: o fácil acesso à estrada e a proximidade com o rio, de onde provinha a energia elétrica para gerir a produção.
A primeira bebida que a fábrica produziu foi a cerveja Tira Prosa, sendo inicialmente focada em licores e cervejas. Com as sobras da matéria-prima utilizada para fabricar a Tira Prosa, a pequena indústria passou a produzir também uma bebida não-alcoólica que ficou popularmente conhecida como "cerveja doce", sem rótulo próprio e que era envasada nas mesmas garrafas da cerveja. 

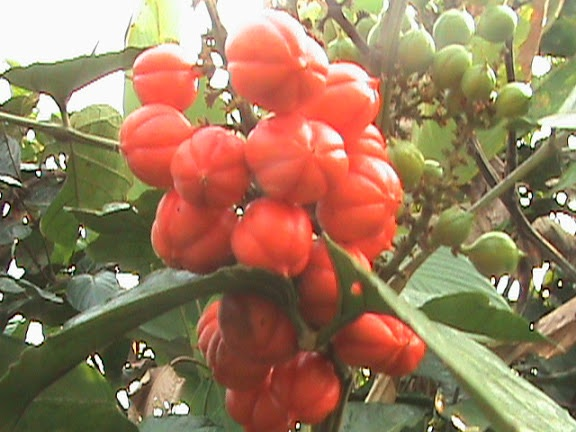
O extrato da semente do fruto do guaranazeiro é ingrediente principal do guaraná Pureza.

Um dos objetivos era agradar o público feminino já que, na época, elas eram menos habituadas ao álcool e ao gosto amargo das cervejas e dos licores da fábrica. Por esse motivo, até hoje algumas garrafas de vidro de Pureza tem escrito "cerveja" no vidro. Essa bebida era vendida apenas nos arredores da localidade de Rancho Queimado, mas a sua aceitação foi imediata e em 14 de junho de 1926 finalmente recebeu o nome de Cerveja Pureza - o nome Pureza tem origem na qualidade pura dos ingredientes utilizados na fabricação do produto: água e polpa natural de guaraná. A marca da Pureza, que permanece a mesma até hoje, é criada nesse momento por uma gráfica de Joinville.
A partir de 1927 a comercialização da Pureza começa a aparecer no comércio entre Bom Retiro e Florianópolis.

### Novos produtos
A partir dos anos 30 foram lançados outros sabores do refrigerante, como os sabores limão, framboesa, laranjinha, laranja e abacaxi. Por um período a fábrica também produziu o sabor cola, mas este deixou de ser fabricado, bem como o de sabor framboesa, devido aos custos na importação da matéria-prima.
Em 1958, Leonardo Sell, filho mais velho de Alfredo, é convidado pelo pai a assumir a Cervejaria Rio Branco. Ela foi renomeada mais tarde para Bebidas Leonardo Sell, visto que ele fez as maiores transformações desde a fundação, comprando as participações dos irmãos, investindo na indústria e focando nos refrigerantes, parando de produzir bebida alcoólica por décadas. Na atualidade, o refrigerante representa cerca de 90% de tudo o que a empresa produz, chegando à marca de quase 700 mil litros mensais - além do refrigerante, a Pureza ainda envasa água com e sem gás, além de uma cerveja artesanal recentemente lançada.
Desde a sua fundação, em 5 de outubro de 1905, até a década de 1970, toda a produção da fábrica de bebidas era manual. Com o aumento da demanda no mercado, a Leonardo Sell comprou sua primeira máquina semiautomática a partir desse período, investindo também na variedade de produtos com três tamanhos diferentes. Em abril de 1996, a empresa modernizou a produção e começou a produzir as versões de 2 litros com garrafas PET - recentemente, a tendência é retornar as garrafas de vidro, mais sustentáveis. No início dos anos 2000 começou a produção do refrigerante de sabor morango, como forma de homenagear a cidade de Rancho Queimado, cuja grande produção da fruta fez ganhar o título de Capital Catarinense do Morango.
Apesar de ter atualizado a fábrica, a administração continua familiar, com os Sell a frente do negócio até hoje. O atual administrador é Ricardo Sell, bisneto do fundador Alfredo.

## Popularidade em Santa Catarina
o Guaraná Pureza é muito popular no estado de Santa Catarina e tem sabor bastante diferenciado dos demais refrigerantes, sendo assim um dos mais vendidos de toda Santa Catarina. Existe uma memória afetiva local com a bebida, visto que ela já existe a mais de noventa anos, e muitos catarinenses o consomem desde a infância - quando a fábrica fez cem anos, recebeu uma homenagem na Assembleia Legislativa catarinense. Da marca, o Guaraná é o produto mais vendido, com a Superlaranjinha logo depois - os refrigerantes de laranjinha são bastante populares em Santa Catarina. Recentemente, também chegou a algumas lojas de Curitiba.